# Vilém I. Gonzaga
Vilém I. Gonzaga (24. duben 1538 – 14. srpen 1587) byl v letech 1550–1587 vévodou z Mantovy a později též z Montferratu, byl synem Federica II. Gonzagy a Markéty Palaiology. V roce 1574 byl Montferrat povýšen na vévodství a on se tak stal jeho prvním vévodou. Po něm nastoupil jeho syn Vincenzo.

## Patron hudby
Vilém měl zájem zejména o duchovní vokální hudbu a je znám především historikům hudby pro svou rozsáhlou korespondenci se skladatelem Giovannim Pierluigim da Palestrina. Postavil velký nový kostel v Mantově, který je zasvěcen Svaté Barboře. V této souvislosti se dostal do rozporu s papežem. Chtěl totiž vytvořit svůj vlastní obřad pro Mantovu a věnoval nemalé prostředky na rozvoj hudebního repertoáru pro kostel a též na uvedení díla Giachesa de Wert a Palestrina. Část jeho korespondence s Palestrinou pojednává právě o uvedení tohoto jeho díla. Vilémův hudební vkus byl konzervativní. Napodoboval kontrapunktickou hudbu, ale šlo mu zejména o udržení čitelnosti textu, což prokazuje vliv Tridentských reforem. Po jeho smrti začal jeho syn Vincenzo zvát ke dvoru příznivce modernějších trendů.

## Manželství a potomci
26. dubna 1561 se Vilém oženil s Eleonorou Habsburskou, dcerou císaře Ferdinanda I. a Anny Jagellonské. Měli spolu tři děti:
- 1. Vincenzo I. Gonzaga (21. 9. 1562 Mantova – 9. 2. 1612 tamtéž), vévoda z Mantovy a Montferratu od roku 1587 až do své smrti[1][2]
I. ⚭ 1581 Markéta Farnese (7. 11. 1567 Parma – 13. 4. 1643 tamtéž), sňatek anulován roku 1583[3][4]
II. ⚭ 1584 Eleonora Medicejská (28. 2. 1567 Florencie – 9. 9. 1611 Cavriana)[5][6]

- 2. Markéta Gonzagová (27. 5. 1564 Mantova – 6. 1. 1618 tamtéž)[7][8]
⚭ 1579 Alfons II. d'Este (24. 11. 1533 Ferrara – 27. 10. 1597 tamtéž), vévoda ferrarský a modenský od roku 1559 až do své smrti[9][10]

- 3. Anna Kateřina Gonzagová (17. 1. 1566 Mantova – 3. 8. 1621 Innsbruck)[11][12]
⚭ 1582 Ferdinand II. Tyrolský (14. 6. 1529 Linec – 24. 1. 1595 Innsbruck), rakouský arcivévoda, místodržitel v českých zemích v letech 1547–1567 a hrabě tyrolský od roku 1567 až do své smrti[13][14]